# Jakob Friedrich Barchet
Jakob Friedrich Barchet (* 17. Februar 1798; † 13. Mai 1864) war ein württembergischer Landtagsabgeordneter.

## Leben
Barchet war Oberamtspfleger in Waiblingen. Für das Oberamt Waiblingen saß er von 1838 bis 1849 im württembergischen Landtag und 1849 in der verfassungsrevidierenden Landesversammlung. 